# Karl Stoss
Karl Stoss, né le 26 novembre 1956 à Dornbirn, est un manager autrichien, qui a été directeur général de Casinos Austria AG de 2007 à 2017. Il est membre du Comité international olympique depuis 2016.

## Biographie
En 1986, Stoss obtient son doctorat à l'université d'Innsbruck, où il sera chargé de cours jusqu'en 1996. En 1997, il devient vice-président du conseil d'administration et directeur général adjoint de la banque Österreichische Postsparkasse avant de rejoindre le conseil d'administration de la Raiffeisen Bank en 2001. En 2005, il devient directeur général de Generali Autriche et de Generali Holding Vienna AG. Depuis le 25 mai 2007, il est directeur général de Casinos Austria AG, succédant à Leo Wallner.
Le 22 octobre 2009, Stoss est élu président du Comité olympique autrichien (ÖOC), succédant à Leo Wallner dans ce rôle. En 2016, il est devenu le dixième Autrichien à devenir membre du Comité international olympique.
En 2021, il est nommé à la tête de la commission d'attribution des jeux olympiques 2030 pour remplacer Octavian Morariu démissionnaire.

## Distinction
- 2008 : Grande médaille d'honneur en argent de l'Ordre du Mérite d'Autriche
- 2016 : Grande médaille d'honneur d'or de l'Ordre du Mérite d'Autriche
- janvier 2017 : Croix de Commandeur avec l'étoile de l'Ordre du mérite princier du Liechtenstein